# چام (آک‌یورت)
چام (به لاتین: Çam) یک منطقهٔ مسکونی در ترکیه است که در اکیورت واقع شده‌است.